# Naturschutzgebiet Hirschberg (Schmallenberg)
Das Naturschutzgebiet Hirschberg mit einer Größe von 12,9 ha liegt südlich von Inderlenne im Stadtgebiet von Schmallenberg. Das Gebiet wurde 2008 mit dem Landschaftsplan Schmallenberg Südost durch den Hochsauerlandkreis als Naturschutzgebiet (NSG) ausgewiesen.

## Gebietsbeschreibung
Beim NSG handelt es sich um ein Waldgebiet am steilen nord- bis südöstlichen Hang des Hirschbergs. In diesem Bereich finden sich edellaubholzreicher Rotbuchenwald und Schluchtwald, ferner niedrige Felsen und Sickerquellen. 

## Tier- und Pflanzenarten im NSG
Im NSG kommen seltene Tier- und Pflanzenarten vor. Vom Landesamt für Natur, Umwelt und Verbraucherschutz Nordrhein-Westfalen dokumentierter Tierarten sind Hohltaube und Schwarzspecht.  
Auswahl vom Landesamt dokumentierter Pflanzenarten im Gebiet Berg-Ahorn, Berg-Ehrenpreis, Berg-Ulme, Bergfarn, Blauer Eisenhut, Breitblättriger Dornfarn, Echter Wurmfarn, Echtes Springkraut, Eichenfarn, Einbeere, Felsen-Schüsselflechte, Fuchssches Greiskraut, Gewöhnliche Goldnessel, Gewöhnliche Krätzeflechte, Hain-Sternmiere, Heidelbeere, Quirl-Weißwurz, Roter Fingerhut, Salbei-Gamander, Spring-Schaumkraut, Wald-Bingelkraut, Wald-Ziest, Waldmeister, Zerbrechlicher Blasenfarn, Zwiebel-Zahnwurz und Zypressenschlafmoos. 

## Schutzzweck
Das NSG soll den Wald mit Arteninventar schützen.
Wie bei allen Naturschutzgebieten in Deutschland wurde in der Schutzausweisung darauf hingewiesen, dass das Gebiet „wegen der Seltenheit, besonderen Eigenart und Schönheit des Gebietes“ zum Naturschutzgebiet wurde.